# 天主教普雷图河畔圣若泽教区
天主教普雷圖河畔聖若澤教區（拉丁語：Dioecesis Sancti Iosephi Riopretensis），是巴西一個天主教教區，位於聖保羅州北部，屬里貝朗普雷圖總教區。
普雷圖河教區成立於1929年1月25日，2002年12月11日易名至今。
2010年教區有教友685,000人，佔總人口75.0%。有九十三個堂區、司鐸132人。現任教區主教為多美·費雷拉·達席爾瓦。